# Гульбишник
Гульбишник (бел. гульбішнік, бел. гульбішнік бульбяны, мн. ч. гульбишники, бульбишники) — традиционное блюдо белорусской кухни, напоминающее картофельную  запеканку. Готовится из картофельного пюре с добавлением для клейкости муки, молока или молочных продуктов, сала. Возможно добавление яиц. Муку можно добавить во время жарки сала и лука, или просто ввести в картофельное пюре. Ингредиенты смешиваются, масса выкладывается в форму, смазанную жиром, сверху смазывается сметаной, и запекается. Гульбишник бывает молочный, творожный, маковый.
Гульбишники могут употребляться как гарниры к мясным блюдам или как самостоятельное блюдо. 